# El gran vidrio
La novia desnudada por sus solteros, o El gran vidrio es una obra de Marcel Duchamp.
Duchamp creó El Gran Vidrio con gran cuidado entre 1915 y 1923. Se elaboró la obra en dos hojas de vidrio con materiales como papel aluminio, alambre fusible y polvo. Combina procedimientos aleatorios, estudios de perspectivas trazadas y una artesanía laboriosa.
Las ideas de Duchamp para El Gran Vidrio comenzaron en 1913, e hizo numerosas notas y estudios, así como obras preliminares para la pieza. Las notas reflejan la creación de reglas únicas de la física y el mito que describe el trabajo. Duchamp publicó las notas y estudios con el título de La Caja Verde en 1934. 
Las notas describen que su "imagen divertida" pretende representar el encuentro erótico entre la "novia", en el panel superior, y, en el panel inferior, sus nueve "solteros" reunidos con timidez, y representados por una gran cantidad de aparatos mecánicos misteriosos.
El Gran Vidrio se exhibió en 1926 en el Museo de Brooklyn y, poco después, se rompió al ser transportado; Duchamp lo reparó con cuidado. Ahora forma parte de la colección permanente del Museo de Arte de Filadelfia.
Duchamp aprobó réplicas del Gran Vidrio, la primera en 1961 para una exposición en el Moderna Museet de Estocolmo y otra en 1966 de la Galería Tate de Londres. La tercera réplica se encuentra en el museo Komaba, en la Universidad de Tokio.
- Datos: Q2915336